# Tamana Zaryab Paryani
Tamana Zaryab Paryani (en persa: تمنا زریاب پریانی‎) (Afganistán, 1997) es una periodista afgana y activista por los derechos de la mujer conocida por sus protestas contra el régimen talibán en Afganistán. Es ampliamente reconocida como símbolo de la lucha de las mujeres en Afganistán. En diciembre de 2022, Tamana fue nombrada una de las 100 mujeres de la BBC. Es miembro de un grupo activista por los derechos de las mujeres afganas llamado Seekers of Justice. Actualmente vive en Alemania tras huir de Afganistán en agosto de 2022.

## Trayectoria
Tamana Zaryab Paryani nació en 1997 y tiene cuatro hermanas y algunos hermanos. La menor de sus hermanas tenía 13 años cuando los talibanes las hicieron prisioneras.
Cuando las tropas norteamericanas controlaban el territorio afgano, se licenció en periodismo y se presentó como candidata a la Asamblea Nacional Afgana. También ganó dos medallas de oro de culturismo para su país.
Después de que los talibanes retomaran el poder, se convirtió en activista por los derechos de las mujeres y contra el nuevo régimen dictatorial, uniéndose a un grupo de mujeres activistas llamado Seekers of Justice (Buscadoras de Justicia). Organizaron la manifestación del 16 de enero de 2022 en Kabul, que resultó ser la última de las protestas en Afganistán después de que los talibanes retomaran el poder en Kabul. El 19 de enero, Tamana fue detenida en su apartamento de Kabul, donde fue abusada, torturada e interrogada durante tres semanas junto con sus tres hermanas menores. Logró grabar sus reacciones ante el arresto y compartirlas en línea. El vídeo se hizo viral, llamando la atención sobre la desaparición de mujeres activistas. Tamana fue acusada por los talibanes de infringir sus nuevas leyes, concretamente por quemar públicamente un burka.
A pesar de que los talibanes le prohibieron salir del país, Tamana, junto con sus hermanas, entró en Pakistán por la frontera de Spin Boldak el 15 de agosto de 2022 y llegó a Alemania, donde vive actualmente.

## Reconocimientos
Por su activismo y valentía, Tamara, que la convirtieron en un símbolo internacional de la lucha de las mujeres en Afganistán, fue incluida en  la lista de 100 mujeres de la BBC.